# براتيسلافا 5
براتيسلافا 5 (بالسلوفاكية: Bratislava V)‏ هو حي في مدينة براتيسلافا. تبلغ المساحة التقريبية للحي 94,2كم² في حين يبلغ تعداد سكان الحي ما يقرب من 118,097 بحسب إحصاء العام 2007. أما كثافة السكان فتصل إلى 1,245 كم². يتشكل حي براتيسلافا V من أربعة بلديات بترجالكا (بالسلوفاكية: Petržalka)‏, تشونوفا (بالسلوفاكية: Čunovo)‏, روسوفتسى (بالسلوفاكية: Rusovce)‏,ياروفتسى (بالسلوفاكية: Jarovce)‏.
براتيسلافا V يقع في جنوب العاصمة براتيسلافا و يحده من الشرق الحدود النمساوية والحدود المجرية غرباً ويفصله عن باقي أحيا المدينة نهر الدانوب.

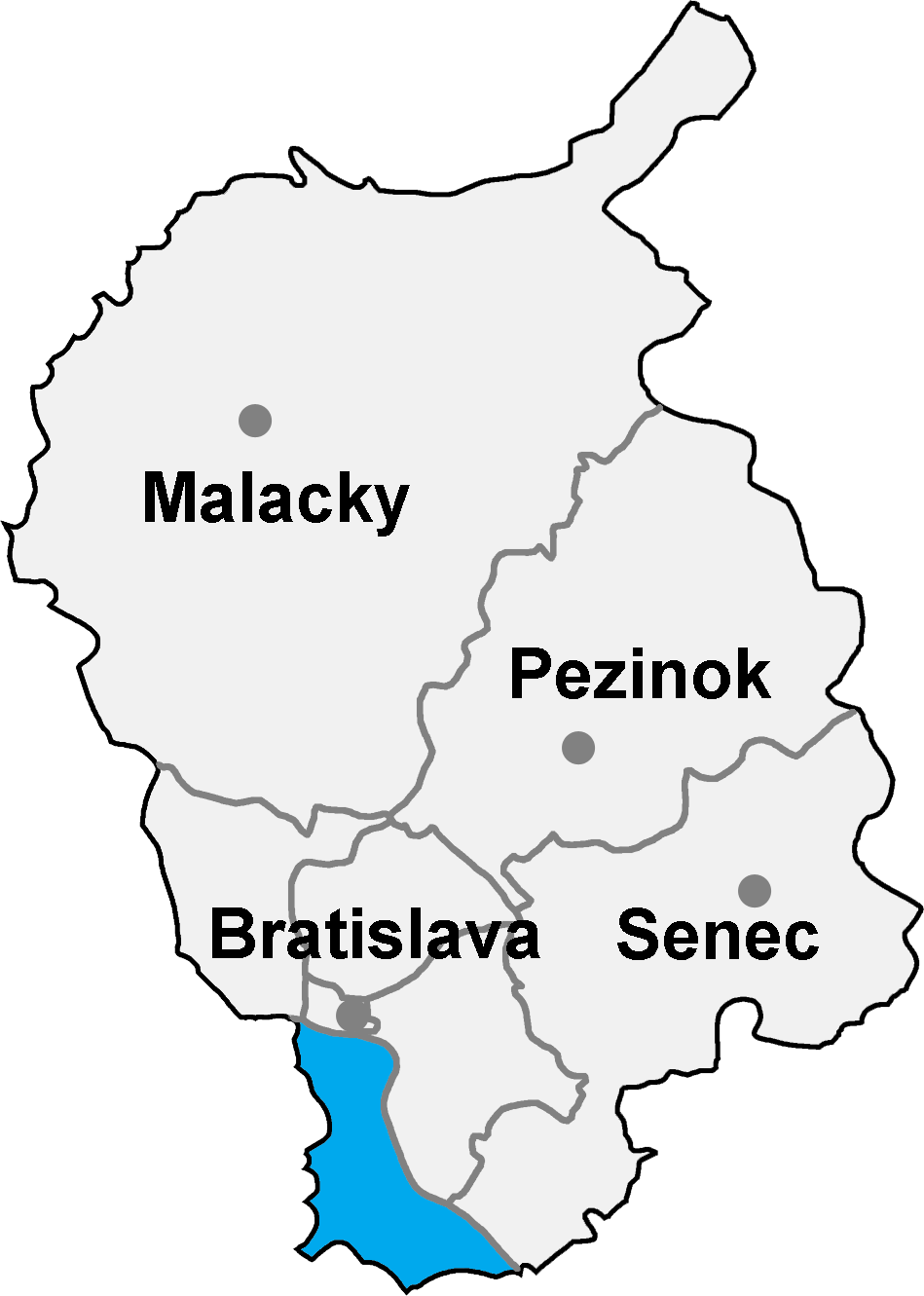
موقع حي براتيسلافاV في إقليم براتيسلافا